# The Lincoln Project
The Lincoln Project (en español, «El Proyecto Lincoln») es un comité de acción política estadounidense formado a fines de 2019 por varios republicanos prominentes y exrepublicanos. El objetivo del comité era evitar la reelección de Donald Trump en las elecciones presidenciales de 2020 y derrotar a sus seguidores en el Congreso de los Estados Unidos. En abril de 2020, el comité anunció su respaldo al candidato presidencial demócrata Joe Biden.

## Historia
El comité fue anunciado el 17 de diciembre de 2019, en un artículo de opinión de The New York Times por George Conway, Steve Schmidt, John Weaver y Rick Wilson. Otros cofundadores incluyen a Jennifer Horn, Ron Steslow, Reed Galen y Mike Madrid.
Conway es abogado y esposo de Kellyanne Conway, asesora de Trump; Schmidt dirigió la campaña presidencial de John McCain en 2008, Weaver supervisó la campaña presidencial de McCain en 2000 y Wilson es consultor de medios. Los cuatro son abiertos críticos de Trump. Schmidt dejó el Partido Republicano en 2018. Jennifer Rubin, en un artículo de opinión en The Washington Post, describió a los cuatro fundadores como «Algunos de los republicanos más prominentes del Movimiento anti-Trump». Horn es un agente republicano y expresidente del Partido Republicano de New Hampshire, Steslow es un estratega de marketing y consultor político, Galen es un consultor político independiente, y Madrid es un exdirector político del Partido Republicano de California. Galen trabaja como tesorero de The Lincoln Project.
El comité lleva el nombre de Abraham Lincoln. El 27 de febrero de 1860, Lincoln pronunció un famoso discurso durante su campaña en Cooper Union que lo convertiría en el primer presidente republicano. Varios miembros del comité, Schmidt, Wilson, Horn, Galen, Madrid y Steslow, hablaron en el mismo lugar en el 160 aniversario de esa charla, desde el mismo atril que Lincoln había usado en 1860. El grupo fue franco en sus críticas a Trump y la actual división en el Partido Republicano, con Madrid diciendo que «dos puntos de vista no pueden existir en un solo partido» y Steslow afirmando que «votará azul (por el Partido Demócrata) sin importar a quién». Schmidt advirtió que un segundo mandato de Trump sería «desenfrenado y convalidatorio».
Los miembros de la junta asesora de The Lincoln Project, Conway, Schmidt, Weaver, Wilson y Reed Galen, publicaron otro artículo de opinión en The Washington Post el 15 de abril de 2020, respaldando la candidatura presidencial del exvicepresidente Joe Biden, el probable candidato demócrata, escribiendo: «Nunca hemos respaldado a un candidato demócrata a presidente. Pero Trump debe ser derrotado». El artículo de opinión argumentó que Trump no está calificado para lidiar con la pandemia de COVID-19 y la consiguiente recesión económica que traerá.
Stuart Stevens anunció, el 28 de mayo de 2020, que se había unido al proyecto. Stevens había sido previamente estratega jefe de la campaña presidencial de Mitt Romney en 2012. Antes de eso, había trabajado para George W. Bush y Bob Dole. Jeff Timmer, exdirector ejecutivo del Partido Republicano de Míchigan, también se convirtió en asesor del proyecto.
El 2 de junio de 2020, el proyecto anunció el lanzamiento de su podcast, Republicans Defeating Trump, el cual fue presentado por Ron Steslow.

## Anuncios en la televisión
The Lincoln Project ha producido una serie de anuncios de televisión anti-Trump y pro-Biden. La columnista de The Washington Post, Jennifer Rubin calificó los anuncios del proyecto como «devastadores por varias razones: se producen a la velocidad del rayo y, por lo tanto, captan el debate público en el momento justo; golpean a Trump donde es personalmente más vulnerable (por ejemplo, las preocupaciones sobre su vigor, preocupaciones sobre la corrupción extranjera); y dependen en gran medida del propio Trump: sus palabras y acciones». Alrededor de dos tercios de los anuncios de televisión del comité se centran en las elecciones presidenciales de 2020, pero The Lincoln Project también creó anuncios que respaldan a los demócratas en otras elecciones, tal como un anuncio en Montana en el que se promueve la candidatura del gobernador Steve Bullock, en contra del actual senador republicano Steve Daines. Además, han publicado vídeos que atacan a los senadores republicanos Cory Gardner, Martha McSally, Thom Tillis, Susan Collins, Joni Ernst y el líder de la mayoría Mitch McConnell, todos encubridores de Trump, cuyos cargos se someten a reelección en 2020.
El 17 de marzo de 2020, el comité lanzó un vídeo titulado «Unfit» (en español: Inepto), que critica a Trump por su manejo de la pandemia de COVID-19 en los Estados Unidos.
El 4 de mayo de 2020, el grupo lanzó «Mourning in America», un vídeo inspirado en el anuncio de la campaña de 1984 Morning in America (en español: Luto por EE. UU.) de Ronald Reagan. Se centró en el manejo de Trump de la crisis del coronavirus, y afirmó que el país era «más débil, más enfermo y más pobre» debido al liderazgo del presidente Trump. El 1 de junio de 2020, The Lincoln Project lanzó otro anuncio, «Flag of Treason» (en español: Bandera de la traición), el cual destruyó el récord de Trump sobre las relaciones raciales en los Estados Unidos, destacando el uso de la bandera de batalla confederada por los partidarios de Trump en las manifestaciones de Trump, y enfatizó el apoyo que Trump ha recibido de los nacionalistas blancos. Ambos anuncios aparecieron en televisión en estados cruciales claves.
A principios de junio de 2020, The Lincoln Project lanzó un anuncio, «Mattis», que repetía las críticas a Trump por parte del exsecretario de Defensa Jim Mattis, un general retirado del Cuerpo de Marines, luego de los ataques de las fuerzas de seguridad de Trump contra los manifestantes en Lafayette Square y Saint John's Church, y preguntó a los espectadores: «¿En quién confías: en el cobarde o en el comandante?» El anuncio también criticó a Trump por haber «evadido el problema» y por esconderse «en un búnker profundo, lanzando tuits».
El 17 de junio de 2020, The Lincoln Project lanzó dos anuncios. El primero, titulado «#TrumpIsNotWell» (en español: Trump no está bien), durante 45 segundos muestra un vídeo de Trump caminando lenta y vacilantemente por una rampa en West Point, y un vídeo en el cual Trump aparece luchando por levantar un vaso de agua, con una narración que sugiere que Trump no está apto físicamente. La voz en off del anuncio dice, sobre imágenes de Trump: «Es inestable, débil, tiene problemas para hablar, tiene problemas para caminar. Entonces, ¿por qué no estamos hablando de esto? La oficina más poderosa del mundo necesita más que un presidente débil, inepto e inestable. Trump no tiene la fuerza para liderar, ni el carácter para admitirlo». El anuncio resultó polémico. Algunos observadores lo consideraron apropiado a la luz de los comentarios y burlas de Trump en el pasado, cuando se mofó de la salud de sus rivales. En tanto, para la activista por los derechos de los discapacitados Rebecca Cokley, del Center for American Progress, criticó el anuncio como capacitista. El segundo anuncio publicado el 17 de junio, «Tulsa», critica a Trump por planear un mitin de campaña en Tulsa, Oklahoma (nada menos que el sitio de la masacre racial de Tulsa de 1921) y además, el 16 de junio, día festivo en EE. UU., que conmemora la abolición de la esclavitud afroestadounidense.
El 18 de junio de 2020, The Lincoln Project lanzó un anuncio titulado «Chyna», atacando a Trump en su política hacia China, con una narración que decía; «Saben quién es Donald Trump: débil, corrupto, ridiculizado, China lo golpea todo el tiempo. No importa lo que él diga, fue China la que obtuvo su número de teléfono». El anuncio ataca a Trump por su manejo de la guerra comercial con China y hace referencia a los negocios de Ivanka Trump en China, incluida la concesión de diversas marcas registradas que le hizo a ella el gobierno chino. El proyecto publicó el anuncio, justo después de que el exasesor de seguridad nacional de Trump, John Bolton, publicara un extracto de sus memorias, en el que Bolton escribió que Trump le pidió al líder chino Xi Jinping que lo ayudara a ser elegido y le dijo a Xi que debería continuar construyendo campos de concentración para detener a la minoría uigur.  El anuncio hace referencia al libro de Bolton La habitación donde ocurrió.
A finales de junio y principios de julio de 2020, The Lincoln Project lanzó dos anuncios, titulados «Bounty y «Betrayed», que atacaban a Trump por no responder a los informes de inteligencia estadounidenses no corroborados de un presunto programa de recompensas ruso dirigido a las tropas estadounidenses en Afganistán.  En «Bounty», un narrador dice: «Ahora sabemos que Vladimir Putin paga una recompensa por el asesinato de soldados estadounidenses. Donald Trump también lo sabe y no hace nada". En «Betrayed» (en español: Traicionado), el exSEAL de la Marina y médico de sala de emergencias, Dan Barkhuff, dice que «cualquier comandante en jefe con una columna vertebral estaría pisoteando la vida de algunos rusos en este momento, diplomática, económicamente o, de ser necesario, con el tipo de guerra asimétrica que están usando para enviar a nuestros hijos a casa en bolsas para cadáveres». Barkhuff llama a Trump «un cobarde que no puede hacer frente a un exmatón de la KGB» y «cómplice». El anuncio titulado «Fellow Traveler» (en español: Compañero de viaje) dice en ruso con subtítulos en inglés. que el «Camarada Trump» tiene una vez más la bendición de Rusia. El anuncio presenta imágenes comunistas como la hoz y el martillo, así como fotografías del revolucionario bolchevique Vladimir Lenin y líderes soviéticos como Mijaíl Gorbachov.

## Recolección de fondos y gastos
Desde su creación y hasta finales de marzo de 2020, The Lincoln Project recaudó 2,6 millones de dólares estadounidenses en contribuciones y ha gastado 1,4 millones de dicha suma. Aunque The Lincoln Project ha recaudado y gastado mucho menos que otros PAC, el grupo ha logrado que sus anuncios se vuelvan virales y con su «estrategia no tradicional de jugar juegos mentales con el presidente». El grupo tiene pocos donantes importantes,  y sus principales contribuyentes han sido el administrador de fondos de cobertura Stephen Mandel, quien donó un millón de dólares, los inversores de Silicon Valley: Michael Moritz, Ron Conway y Chris Sacca, el productor de Hollywood David Geffen, el financiero Andrew Redleaf, la heredera y filántropa de Walmart Christy Walton, Martha Karsh, quien está casada con el multimillonario financiero Bruce Karsh y el gerente general de Continental Cablevision, Amos Hostetter Jr. Alrededor del 59% de la recaudación total de fondos del grupo proviene de pequeños donantes, de 200 dólares o menos. Los gastos del proyecto son principalmente en la producción, compra y colocación de anuncios en la programación de televisión de EE. UU.
El Center for Responsive Politics, un grupo de vigilancia de finanzas de campaña, escribió que (como la mayoría de los PAC) la mayor parte del dinero de The Lincoln Project fue para pagar a subcontratistas, «lo cual dificulta el seguimiento del dinero» a los proveedores, y que «casi todo» el dinero recaudado se destinó a empresas dirigidas por los miembros de la junta del comité, específicamente a Galen's Summit Strategic Communications y Steslow's Tusk Digital.

## Estrategia
Politico señaló que The Lincoln Project «se estableció con éxito como un okupa en el espacio mental de Trump, gracias a varios factores: apunta a los cientos de miles de seguidores de Trump en redes sociales, hace avisos cortos que responden rápidamente a los eventos de actualidad, con un enfoque centrado en la compra de espacios en programas donde sea más probable que Trump salga en las noticias ese día, ya sea en el mercado de Washington D.C, como donde están sus campos de golf, en cualquier parte del país». Joanna Weiss, de la revista Experience de la Northeastern University, escribió en Político que la mayoría de los paquetes de anuncios de The Lincoln Project «son un golpe emocional, usando imágenes diseñadas para provocar ansiedad, enojo y miedo, y están dirigidas a los mismos votantes que fueron impulsados a votar (a Trump) por esos mismos sentimientos en 2016», citando investigaciones científicas que indican que los anuncios de miedo podrían ser efectivos con los votantes republicanos. El cofundador del proyecto, Reed Galen, describió la estrategia como «(hablando) a los votantes republicanos con el lenguaje republicano y la iconografía republicana».
Además de apuntar al mercado de medios de la ciudad de Washington y, por lo tanto, al propio Trump, el proyecto también se ha dirigido a estados cambiantes como Wisconsin, Míchigan, Carolina del Norte y Pensilvania, y ha gastado dinero en contra de ciertos candidatos republicano al Senado.

## Influencia
El cofundador del proyecto, Reed Galen, dijo que los anuncios están destinados a una audiencia de una persona: el propio Trump. La enemistad de The Lincoln Project con Trump incrementó su perfil nacional,  incluso en los medios independientes. El proyecto ha informado que recaudó 1,4 millones de dólares, después de que los tuits de Trump respondieran al vídeo «Luto por EE.UU.» del 4 de mayo de 2020.
Al caracterizar los anuncios del proyecto como «brutales», el profesor de ciencias políticas Lincoln Mitchell escribió en CNN que «parecen haber tenido éxito al lograr meterse en la cabeza de Trump« y que su trabajo está «llamando la atención más allá del espectro político». Sin embargo, Mitchell dijo que los gastos del proyecto (a julio de 2020) no están ni cerca como para poder comprar suficiente tiempo en la programación de televisión, la cual aún es la fuente de noticias más popular de Estados Unidos, que les permitiría llegar a los votantes que no han definido su voto, y que todavía no queda claro si la capacidad de crear tendencias en las redes sociales se traducirá finalmente en votos por Joe Biden.

## Recepción

### Favorable
En una entrevista con Brian Williams de MSNBC, el estratega demócrata James Carville elogió al grupo por ser más eficiente y agresivo que los comités de acción política demócratas, y dijo: «Permítanme decirles, el grupo Lincoln y The Bulwark, estos republicanos que nunca triunfan, los demócratas podrían aprender y mucho de ellos. Son malvados. Luchan duro. Y nosotros no peleamos así».
Al escribir para The Washington Post, Jennifer Rubin dijo que The Lincoln Project se destaca «por encima del resto, en el arduo trabajo de derrotar al presidente Trump y al trumpismo», y escribió sobre los fundadores del grupo: «Hicieron sus carreras ayudando a elegir a los republicanos, pero en la era de Trump, han dejado de lado el partidismo por la causa del patriotismo y la defensa de la democracia estadounidense. Sus anuncios han sido los más efectivos y memorables de la campaña presidencial, chamuscando a Trump de una manera que los demócratas no han logrado».

### Desfavorable
En una serie de tuits furiosos durante una seguidilla de dos días en respuesta al anuncio de «Luto por EE.UU.», Trump llamó a los fundadores del grupo «perdedores» y «republicanos sólo de nombre».
The Lincoln Project fue criticado en un editorial de The Washington Times, en el que llamó a los fundadores del grupo «republicanos nominales» y republicanos sólo de nombre («RINO's») un término muy peyorativo entre los conservadores estadounidenses. En un artículo de opinión de Jay Caruso en el Washington Examiner criticó al comité por atacar a los senadores republicanos Cory Gardner y Susan Collins. En tanto, el comentarista republicano Jeffrey Lord, escribiendo en The American Spectator. Escribiendo en The Atlantic, Andrew Ferguson describió los avisos publicitarios como «personalmente abusivos, crispados, sin sentido, engañosos y sin hilo conductor». Jeet Heer escribió en The Nation que: «En la medida en que los avisos articulan cualquier visión política, es un deseo de volver a la agresión militar de línea dura de la era de George W. Bush The Lincoln Project fue criticado en un editorial del The Washington Times, en el que llamó a los fundadores del grupo «republicanos nominales» y republicanos sólo de nombre («RINO's») un término muy peyorativo entre los conservadores estadounidenses. En un artículo de opinión de Jay Caruso en el Washington Examiner se criticó al comité por atacar a los senadores republicanos Cory Gardner y Susan Collins, al igual que el comentarista republicano Jeffrey Lord, escribiendo en The American Spectator. Escribiendo en The Atlantic, Andrew Ferguson describió los avisos publicitarios como «personalmente abusivos, crispados, sin sentido, engañosos y sin hilo conductor». Jeet Heer escribió en The Nation que: «En la medida en que los avisos articulan cualquier visión política, es un deseo de volver a la agresión militar de línea dura de la era de George W. Bush».